# アリス・ブロム
アリス・ブロム（Alice Blom、女性、1980年4月7日 - ）は、オランダの元バレーボール選手。

## 来歴
2003年、オランダ代表に初選出される。
2005年のワールドグランプリで6位、2006年の世界選手権で8位となった。2007年のワールドグランプリでは金メダルを獲得した。
2010-11シーズンはアゼルバイジャンリーグの強豪イトゥサチ・バクーに所属し、佐野優子とチームメイトであった。

## 球歴
- 世界選手権 - 2006年（8位）、2010年（11位）
- 欧州選手権 - 2005年（5位）、2007年（5位）、2009年（2位）
- ワールドグランプリ - 2005年（6位）、2007年（優勝）、2009年（4位）、2010年（7位）

## 受賞歴
- 2008年 モントルーバレーマスターズ - ベストレシーバー賞

## 所属クラブ
- Gal Sneek（1996-2000年）
- Pollux Oldenzaal（2000-2003年）
- ULM Aliud Pharma（2003-2004年）
- USC Münster（2004-2005年）
- FVブスト・アルシーツィオ（2005-2006年）
- DELA Martinus Amstelveen（2006-2008年）
- GSOヴィッラ・コルテーゼ（2008-2009年）
- フェネルバフチェ（2009-2010年）
- イトゥサチ・バクー（2010-2011年）
- シュヴェリーンSC（2016年）
- Yeşilyurt（2016-2017年）